# Jeanne van Munster
Jeanne van Munster-Claassen (geboren ca. 1934) is een voormalig Nederlands radio- en televisiepresentatrice.
Van Munster is de echtgenote van fluitist Peter van Munster. Nadat hij in het Omroeporkest benoemd was, verhuisde het gezin Van Munster naar Hilversum. Jeanne van Munster solliciteerde bij de VARA als radio-omroepster en werd aangenomen. Sinds 1963 was ze jarenlang een van de vrouwelijke coryfeeën van de VARA. Ze begon op de radio en presenteerde daar onder meer de programma's Radioweekblad, Het zout in de pap en Op de koffie. Vanaf eind jaren zestig was ze ook op de televisie te zien onder meer bij het seniorenprogramma Dagje ouder, Het Familieportret en het interviewprogramma de Verbeelding. In 1988 vertrok van Munster na 25 jaar dienst bij de VARA.
Een dochter (Karen) trouwde met televisiepresentator Matthijs van Nieuwkerk. Ze is de grootmoeder van Kees van Nieuwkerk en Jet van Nieuwkerk.